# Oxycauloeme abyssinica
Oxycauloeme abyssinica là một loài bọ cánh cứng trong họ Cerambycidae.